# Ákos Vanek
Ákos Vanek (* 27. September 1984 in Budaörs) ist ein ehemaliger ungarischer Triathlet.

## Werdegang
Ákos Vanek startete für den Verein Budaörsi Triathlon Klub und bei der französischen Meisterschaftsserie Grand Prix de Triathlon nahm er für den Verein TCG 79 Parthenay teil.
2010 wurde Vanek Fünfter bei der Aquathlon-Weltmeisterschaft (2,5 km Laufen, 1 km Schwimmen und 2,5 km Laufen).
Im Juli 2014 wurde er in Hamburg mit dem ungarischen Team Dritter bei der ITU-Weltmeisterschaft auf der Triathlon-Sprintdistanz. 2015 wurde er im Juni Fünfter bei der Staatsmeisterschaft auf der Triathlon-Sprintdistanz.
Bei der Europameisterschaft 2016 belegte er im Mai in Lissabon in der Teamwertung den dritten Rang.
Seit 2018 tritt Ákos Vanek nicht mehr international in Erscheinung.
Auch seine jüngere Schwester Margit (* 1986) war als Profi-Triathletin aktiv.

## Sportliche Erfolge
| Datum/Jahr    | Rang | Wettbewerb                                     | Austragungsort | Zeit     | Bemerkung |
| ------------- | ---- | ---------------------------------------------- | -------------- | -------- | --- |
| 6. Okt. 2018  | 5    | ETU Triathlon European Championship Clubs      | Lissabon       | 00:21:26 | mit „Budaörsi Triatlon Klub“ |
| 29. Mai 2016  | 3    | ETU Triathlon European Championship Mixed Team | Lissabon       |          | Europameisterschaft im Team mit Zsófia Kovács, Margit Vanek und Tamás Tóth                                                                                        |
| 20. Juni 2015 | 5    | HUN Sprint Triathlon National Championships    | Ungarn         | 00:56:28 | Staatsmeisterschaft |
| 23. Aug. 2014 | 30   | ITU World Championship Series 2014             | Stockholm      | 01:00:01 | auf der Sprintdistanz |
| 10. Aug. 2014 | 1    | ITU Triathlon World Cup                        | Tiszaújváros   | 00:53:51 | Sieger auf der Sprintdistanz (750 m Schwimmen, 20 km Radfahren und 5 km Laufen) – während seine Schwester Margit beim Rennen der Frauen den zweiten Platz belegte |
| 13. Juli 2014 | 3    | ITU Sprint World Championships Team            | Hamburg        |          | Team-Weltmeisterschaft – zusammen mit Tamás Tóth, Zsófia Kovács und Margit Vanek                                                                                  |
| 19. Sep. 2011 | 42   | ITU Triathlon World Championship Series 2011   | Yokohama       | 01:56:17 | Das Ergebnis des Rennens soll schon für die Saison 2012 berücksichtigt werden.                                                                                    |
| 14. Aug. 2011 | 3    | ITU Triathlon World Cup                        | Tiszaújváros   | 01:48:43 | [ 2 ] |
| 6. Dez. 2003  | 9    | ITU Triathlon World Championship Junior Men    | Queenstown     | 01:02:32 | Junioren-Weltmeisterschaft (750 m Schwimmen, 20,9 km Radfahren und 5,4 km Laufen)                                                                                 |
| 6. Juli 2002  | 35   | ETU Triathlon European Championship Junior Men | Győr           | 01:04:51 | Junioren-Europameisterschaft auf der olympischen Distanz. |

| Datum/Jahr | Rang | Wettbewerb                                 | Austragungsort | Zeit     | Bemerkung                           |
| ---------- | ---- | ------------------------------------------ | -------------- | -------- | ----------------------------------- |
| 2002       | 26   | ITU Duathlon World Championship Junior Men | Affoltern      | 01:12:04 | Duathlon-Weltmeisterschaft Junioren |

| Datum/Jahr   | Rang | Wettbewerb                        | Austragungsort | Zeit     | Bemerkung                   |
| ------------ | ---- | --------------------------------- | -------------- | -------- | --------------------------- |
| 8. Sep. 2010 | 5    | ITU Aquathlon World Championships | Budapest       | 00:21:22 | Aquathlon-Weltmeisterschaft |

(DNF – Did Not Finish)